# 刘易斯·科塞
刘易斯·阿尔弗雷德·科塞（1913年11月27日—2003年7月8日）为德裔美籍社会学家，曾于1975年任美国社会学学会第66任理事长。

## 人物生平
刘易斯·科塞生于柏林，原名路德维希·科恩（Ludwig Cohen），其父为犹太实业家，成就斐然，其母为新教徒，社会阶层较高。1933年刘易斯避纳粹眼目移居巴黎，入读巴黎大学，期间活跃参与马克思主义政治。1941年巴黎业遭兵乱，其投奔美国而于其处得与萝絲·劳布·科塞结为夫妇，並冠上夫姓。劳布亦为知名社会学家，二人常有合作。五十年代时科塞于哥伦比亚大学攻读社会学研究生，四十一岁得获博士学位。起初，科塞于芝加哥大学及加州大学执教，其后在布兰戴斯大学创立社会学系并于是执教十五年，再后加入纽约州立大学石溪分校之社会学系。

## 学术观点
科塞为社会学家中尝试联合结构功能主义及冲突论的第一人，其工作之焦点在于寻得社会冲突的功能所在。科塞批判地分析格奥尔格·齐美尔有关冲突的观点，论称冲突亦可有助于使组织松散的群体得到凝聚。于似在瓦解的社会中，同另一社会之冲突及群体间之冲突皆可能重塑社会内核，使之融为一体。例如以色列犹太人之凝聚力即或能归因为其与阿拉伯人之长期冲突。同某群体的冲突也可导致与其他群体的一系列结盟，由是亦可能有助于产生凝聚力。
社会内部之冲突及群体内之冲突则可使某些平素偏处一隅的个体得成活跃角色。例如美国许多青年即受对越南战争之抗议的激励，而首次积极参与其国政治生活之中。
冲突亦有沟通交流之功能。于冲突开始之前，群体或不能确定彼等之对手的位置。然冲突常使群体之间的位置及界限得以划清，由是使个体更能决定采取合适之方式以应其对手。
有类「地位一致」之概念，沿同一社会裂痕（cleavage）激发的冲突将越演越烈，而交错的社会裂痕则倾于消弭冲突。例如，约旦河西岸巴勒斯坦人之经济与政治权利同受剥夺，加剧其同以色列犹太人的冲突。反之魁北克人之经济与政治权利未有同受剥夺，是令其与英裔加拿大人间的冲突有所缓和。法裔加拿大人的新中间阶级中于公共部门及企业界活动者之繁荣日盛，则此冲突随之尤为缓和。
科塞之冲突理论的观点集中体现于其早年代表作《社会冲突的功能》中，其内第三章之论述发展出「安全阀理论」之概念，并对「现实性冲突」同「非现实性冲突」作区分。所谓「安全阀」为社会系统所提供「排泄敌对和进攻性情绪」的制度，以免此等情绪一发而令整个群体瓦解。其具体方式分为二种，一为允许怀敌意者以社会所认可之方式或限度，对所敌之原初对象本身发泄敌意或冲突，如决斗之类，是方式之前提在于不破坏群体内关系；二为设置替代目标而使敌意转向原初对象之外发泄，如巫术和允许政治笑话之类。自「安全阀」之概念科塞进而区分两种不同之冲突，其一以冲突为手段，更有其他目的，是为「现实性冲突」；其二则（至少有一方）仅以冲突为目的本身，意在释放紧张状态，是为「非现实性冲突」。科塞以非现实性因素如仇恨之类可能对现实性冲突目标产生干扰之故，认为在冲突情境中必须剔除非现实性因素。

## 政治活动
科塞于反斯大林主义左翼中行动活跃，同以「纽约知识分子」之名见知的独立左派亦过从甚密。1943年，于世界产业工人组织领导人卡尔洛·特雷斯卡（Carlo Tresca）之追思会上，曾是布尔什维克的社会活动家安格里卡·巴拉巴诺夫为逝者致悼词。据科塞对葬礼的记录，「我坐在一个魁梧的爱尔兰警察旁边，对巴拉巴诺夫那种激烈的意大利雄辩术他明显是听不懂一个字的，但她讲到高潮时警察突然泪流满面。」
1954年，科塞同欧文·豪一道创办激进派杂志《异议》（Dissent）。2003年科塞逝世时，此份杂志上科塞之讣文的作者写道科塞「总自认为是个边缘的人。他既是犹太人又是非犹太人；既是美国人又是欧洲人；既是脚踏实地的社会活动家，在判断和事实上坚守严格的诚实，又是充满热情的倡导者；既是左派人士又是左派的批评家；既是小卒子（英語：Underdog）的辩护人，在某种程度上又是精英知识分子官僚中的一员。」
其作品《新的保守主义者：来自左派的批评》（1974年同欧文·豪合编）为分析20世纪六七十年代于美国兴起之新保守主义的一部有价值的文献。
科塞认为社会学应当保有针砭社会的态度。其就任美国社会学学会（ASA）理事长时所作之报告中提到，当时存在之汲汲于精密测量而轻视理论概念的风气，将使得研究者测量而不知值得量度与否，亦不知所量者意涵何在，无益于增进解释的科学。其称此类精密测量为「错置精度的谬误」（The fallacy of misplaced precision）。1990年科塞访问东德，又警告称社会学「有失去批判的利齒的危险」。

## 作品
- The Functions of Social Conflict，中译《社会冲突的功能》，1956年。
- The American Communist Party (with Irving Howe), 1957
- Sociology Through Literature: An Introductory Reader, 1963
- Sociological Theory, 1964
- Men of ideas，中译《理念人》，1965年
- Political Sociology, 1967
- Continuities in the Study of Social Conflict, 1967
- A Handful of Thistles: Collected Papers in Moral Conviction, 1968
- Sociological Theory (with Bernard Rosenberg), 1969
- Masters of Sociological Thought，中译《社会思想名家》，1970年
- The Seventies: Problems and Proposals (with Irving Howe), 1972
- Greedy Institutions, 1974
- The New Conservatives: A Critique from the Left (with Irving Howe), 1974
- The Idea of Social Structure, Papers in Honor of R. K. Merton, 1975
- The Uses of Controversy in Sociology, 1976
- Refugee Scholars in America, 1984
- Conflict and Consensus, 1984
- Books: The Culture and Commerce of Publishing (with Charles Kadushin and Walter W. Powell), 1985
- Voices of Dissent (with Maurice Halbwachs), 1992